# Ituefete ibne Bologuine
Ituefete ibne Bologuine/Boloquine (Itueft ibn Bulukīn) foi um nobre zírida do século X.

## Vida

Reino Zírida ca. 1000

Ituefete era filho de Bologuine e irmão de Almançor. Em 984, foi nomeado governador de Achir. Em 984/985, foi enviado ao Magrebe Ocidental à frente de um exército para expulsar os zenetas, que haviam tomado Sijilmassa e Fez. O príncipe teve um encontro com o emir Ziri ibne Atia, que o derrotou e obrigou a voltar a Achir. Em 996, Badis (r. 996–1016) nomeou o tio como governador de Tierte e enviou-o com o irmão dele Hamade contra os zenetas, mas foram derrotados e voltaram a Achir. Em 998/999, quando Badis marchou em pessoa contra Ziri ibne Atia, nomeou seu tio como governador conjunto de Tierte e Achir. Essa nomeação provocou a revolta de vários tios de Badis.